# Viviana Zelizer
Viviana A. Zelizer, née le 19 janvier 1946, professeure de sociologie à l'université de Princeton, est l'une des principales figures de la sociologie économique. Elle s'est particulièrement intéressée aux aspects sociaux et moraux des activités économiques.

## Biographie
Viviana Zelizer naît le 19 janvier 1946 à Buenos Aires de S. Julio Rotman et Rosita Weill de Rotman. Elle étudie le droit à l'université de Buenos Aires pendant deux ans . En 1967, elle émigre aux États-Unis où elle épouse le rabbin Gerald L. Zelizer, ancien rabbin de la Congrégation Neve Shalom à Metuchen, dans le New Jersey,.
Elle étudie à l'université Rutgers, où elle a obtient une licence (Phi Beta Kappa) en 1971. Puis elle poursuit des études supérieures en sociologie à l'université Columbia, jusqu'au doctorat en sociologie en 1977.
Elle cite quatre universitaires de Columbia qui ont influencé ses travaux : Sigmund Diamond, Bernard Barber, David Rothman et Robert K. Merton.
De 1976 à 1978, elle rejoint le département de sociologie de l'université Rutgers. En 1976, elle devient professeur assistant au Barnard College et à la Graduate Faculty de l'université de Columbia. Elle devient professeur titulaire à l'université de Columbia.

## Thèmes de ses travaux et recherches
Si l’ambition de la science sociale est de rendre compte de façon rigoureuse des conditions et des mécanismes qui participent à la réalisation d’un ordre social, mais aussi d’analyser le fonctionnement des institutions qui les incarnent, Viviana Zelizer y contribue grandement en prenant pour objet la monnaie, institution organisatrice essentielle des sociétés contemporaines, et plus largement la signification sociale de l'argent. Considérée un temps comme un phénomène social majeur par la tradition sociologique ou l’anthropologie, de  Georg Simmel à François Simiand, la monnaie est devenue aujourd’hui un objet avant tout pour la science économique.  

## Principales publications
- 1979 : Morals and Markets: The Development of Life Insurance in the United States, Columbia University Press.
- 1985 : Pricing the Priceless Child: The Changing Social Value of Children, Basic Books (édition révisée en 1994, Princeton University Press). Traduit en français par Camille Salgues et Francine Mores en 2024, sous le titre Fixer la valeur monétaire des enfants: du travail des champs à l'industrie hollywoodienne (1870-1930) avec une préface de Sibylle Gollac.
- 1994 : The Social Meaning of Money, Basic Books (traduction française : La Signification Sociale de l’Argent, Seuil, 2005[6] ).
- 2005 : The Purchase of Intimacy, Princeton University Press.
- 2010 : Economic Lives: How Culture Shapes the Economy, Princeton University Press.

## À voir également

### Entretiens
- Viviana Zelizer (2007), « Viviana Zelizer on Money and Intimacy », entretien audio avec Russ Roberts à propos de The Purchase of Intimacy, 26 février. Podcast audio disponible sur Econtalk.org
- Viviana Zelizer (2006), « L’argent social », entretien avec Florence Weber, Genèses, Volume 4, no 65, décembre, p. 126-137. Disponible en ligne